# 汤头乡
汤头乡，是中华人民共和国福建省泉州市德化县下辖的一个乡镇级行政单位。

## 行政区划
汤头乡下辖以下地区：
汤头村、草村、福山村、格中村、岭脚村、汤垵村和吉山村。